# Manhaul Rock
Der Manhaul Rock ist ein markanter Felsvorsprung im Süden von Signy Island im Archipel der Südlichen Orkneyinseln. Er ragt südlich des Garnet Hill auf und trat erst in den 1970er Jahren aus den ihn umgebenden Eismassen hervor.
Wissenschaftler des British Antarctic Survey benannten ihn 2004 nach dem von ihnen durchgeführten Transport von Material durch das Ziehen von Transportschlitten (englisch manhauling) in dieses Gebiet.